# Мольєр
Мольє́р (фр. Molière), справжнє ім'я Жан-Бати́ст Покле́н (фр. Jean-Baptiste Poquelin); 15 січня 1622 — 17 лютого 1673) — французький письменник, драматург і актор, один із засновників «Блискучого Театру» (L'Illustre Théâtre, 1643 рік), пізніше його провідний актор. Творчість Мольєра мала чималий вплив на подальший розвиток світової драматургії.

## Ранні роки
Жан-Батист Поклен походив із старовинної сім'ї, яка протягом декількох століть займалася ремеслом шпалерників-драпірувальників та декораторів. Батько Мольєра, Жан Поклен, був успішним купцем, який торгував шпалерами і займався декором, при цьому він був придворним шпалерником Людовика XIII. Дядько Мольєра — Мішель Мазуель, був музикантом, створював музику для балетів, у 1654 році його призначили керівником Королівського оркестру з двадцяти чотирьох скрипок. У Жана-Батиста було ще три брати та двоє сестер, які померли в дитинстві. Коли йому було 10 років померла мати. Його батько одружився вдруге, але помер 1636 року.
Мольєра виховували в тодішній єзуїтській школі Клермонського колежу, де він ґрунтовно вивчив латину, так що вільно читав в оригіналі римських авторів і навіть, за переказами, переклав французькою мовою філософську поему Тіта Лукреція Кара «Про природу речей» (переклад загублений). Після закінчення школи (1639) Мольєр витримав в Орлеані іспит на звання ліцензіата.
Проте юристом він не став, короткий час по смерті батька (1640—1642 роки) займався ремеслом сім'ї, але зрештою покинув це й обрав професію актора. 1643 року Мольєр очолив «Блискучий театр» (фр. Illustre Théâtre). Уявляючи себе трагічним актором, Мольєр грав ролі героїв (саме тут він прийняв свій псевдонім «Мольєр»).

## Трупа Мольєра в провінції. Перші п'єси
Юнацькі поневіряння Мольєра по французькій провінції (1645–1658 роки) в роки громадянської війни — фронди збагатили його життєвим і театральним досвідом. З 1650 року Мольєр обійняв посаду голови трупи герцога Д'Епернона — Шарля Дюфрена. Репертуарний голод трупи Мольєра і став стимулом початку його драматургічної діяльності. Так роки театрального навчання Мольєра стали роками і його авторського навчання. Безліч фарсових сценаріїв, які він написав у провінції, зникла. Збереглися тільки п'єски «Ревнощі Барбульє» (фр. La Jalousie du barbouillé) і «Летючий лікар» (фр. Le Médecin volant), приналежність яких Мольєрові не визнана цілком достовірною. Відомі ще заголовки низки аналогічних п'єсок, які грав Мольєр у Парижі після повернення з провінції («Гро-Рене школяр», «Доктор-педант», «Горжібюс у мішку», «План-план», «Три доктори», «Козакин», «Удаваний вайло», «В'язальник галуззя»), причому заголовки ці перекликаються з ситуаціями пізніших фарсів Мольєра (зокрема «Горжібюс у мішку» і «Витівки Скапена», дія III, сцена II). Ці п'єси свідчать про те, що традиція старовинного фарсу сформувала драматургію Мольєра, увійшла органічним компонентом в основні комедії його зрілого віку.
Фарсовий репертуар, який чудово виконувала трупа Мольєра під його керівництвом (сам Мольєр віднайшов себе як актора саме у фарсі), сприяв зміцненню її репутації. Ще більше зросла вона після створення Мольєром двох великих комедій у віршах — «Очманілий» (фр. L'Étourdi ou les Contretemps, 1655 рік) і «Любовна досада» (фр. Le Dépit amoureux, 1656), які написав у манері італійської літературної комедії. На основну фабулу, яка була вільним наслідуванням італійських авторів, нашаровуються тут запозичення з різних старих і нових комедій, відповідно до улюбленого принципу Мольєра: «брати своє добро всюди, де знаходиш». Інтерес обох п'єс, відповідно до їхньої розважальної мети, зводиться до розробки комічних положень та інтриги; щодо характерів, то вони розроблені ще вельми поверхнево.

## Паризький період
24 жовтня 1658 року трупа Мольєра дебютувала в Луврському палаці в присутності Людовика XIV. Загублений фарс «Закоханий лікар» мав величезний успіх і вирішив долю трупи: король надав їй придворний театр Пті-Бурбон, у якому вона грала до 1661 року, поки не перейшла до театру Пале-Рояль, де вже виступала аж до смерті Мольєра. З моменту утвердження Мольєра в Парижі починається період його інтенсивної драматургічної роботи, напруженість якої не слабшала до самої його смерті. За цих 15 років (1658—1673) Мольєр створив усі свої найкращі п'єси, які викликали, за небагатьма винятками, запеклі нападки з боку ворожих йому суспільних груп.

### Ранні фарси
Паризький період діяльності Мольєра відкрився постановкою одноактної комедії «Смішні манірниці» (фр. Les Précieuses ridicules, 1659 рік). У цій першій цілком оригінальній п'єсі Мольєр зробив сміливий випад проти химерності, що панувала в аристократичних салонах, і манірності мови, тону і поводження, що отримала велике віддзеркалення в літературі (Преціозна література) і сильно вплинула на молодь (переважно жіночу). Комедія боляче вразила знаних манірниць. Вороги Мольєра добилися двотижневої заборони комедії, після відміни якої п'єса йшла з подвоєним успіхом.
При всій своїй істотній для літератури цінності «Манірниці» — типовий фарс, що відтворив усі традиційні прийоми цього жанру. Та ж фарсова стихія, що додавала гумору Мольєра майданної яскравості і соковитості, пронизала також і наступну п'єсу — «Сганарель, або Уявний рогоносець» (фр. Sganarelle, ou Le cocu imaginaire, 1660). Тут на зміну спритному слузі-шахраєві перших комедій Маскарілю прийшов придуркуватий ваговитий Сганарель, якого згодом Мольєр ввів до цілого ряду його комедій.

### Комедії виховання
Комедія «Школа чоловіків» (фр. L'École des maris, 1661 рік), яка тісно пов'язана з тією, що послідувала за нею, ще зрілішою комедією «Школа дружин» (фр. L'École des femmes, 1662), знаменувала поворот Мольєра від фарсу до соціально-психологічної комедії виховання. Тут Мольєр поставив питання любові, одруження, ставлення до жінки і влаштування сім'ї. Відсутність односкладовості в характерах і вчинках персонажів зробила «Школу чоловіків» і особливо «Школу дружин» найбільшим кроком у бік створення комедії характерів, що здолала примітивний схематизм фарсу. При цьому «Школа дружин» незрівнянно глибша і тонша за «Школу чоловіків», яка проти неї неначе нарис, легкий ескіз.
Та класово загострені комедії не могли не викликати запеклих нападок з боку ворогів драматурга. Мольєр відповів їм полемічною п'єскою «Критика на „Школу дружин“» (фр. La critique de «L'École des femmes», 1663). Захищаючись від докорів у гаєрстві, він з великою гідністю висловив тут своє кредо комічного поета («заглиблюватися як слід в смішну сторону людської природи і кумедно зображати на сцені недоліки суспільства») і висміяв марновірне схиляння перед «правилами» Арістотеля. Цей протест проти педантичної фетишизації «правил» розкрив незалежну позицію Мольєра стосовно французького класицизму, до якого він схилявся проте в своїй драматургічній практиці.
Іншим проявом тієї ж незалежності Мольєра була його спроба довести, що комедія не тільки не нижча, але навіть «вища» за трагедію, цей основний жанр класичної поезії. У «Критиці на „Школу дружин“» він вустами Доранта дав критику класичної трагедії з погляду невідповідності її «натурі» (сцена VII), тобто з позицій реалізму. Критика ця спрямована проти тематики класичної трагедії, проти орієнтації її на придворні та великосвітські умовності.
На нові удари ворогів Мольєр відповів у п'єсі «Версальський експромт» (фр. L'impromptu de Versailles, 1663). Оригінальна за задумом і побудовою (дія її відбувається на підмостках театру), комедія ця надала цінні відомості про роботу Мольєра з акторами і подальший розвиток його поглядів на суть театру та завдання комедії. Піддавши нищівній критиці своїх конкурентів — акторів Бургундського готелю, відкинувши їх метод умовно-пихатої трагічної гри, Мольєр разом з тим відвів докори того, що він вивів на сцену певних осіб. Головне ж — він з небаченою доти сміливістю знущався з придворних шаркунів-маркізів, кинувши знамениту фразу: «Нинішній маркіз всіх смішить у п'єсі; і як в стародавніх комедіях завжди зображається простак-слуга, що примушує реготати публіку, так само і нам необхідний сміховинний маркіз, що потішає глядачів». Так Мольєр відкрито декларував войовничий антидворянський характер своїх трагедій.

### Зрілі комедії. Комедії-балети
Зрештою з баталії, породженою «Школою дружин», Мольєр вийшов переможцем. Разом зі зростанням його слави зміцнилися і його зв'язки з двором, при якому він все частіше виступав з п'єсами, що були складені для придворних святкувань і давали привід розгорнути блискуче видовище. Мольєр створив тут особливий жанр «комедії-балету», поєднавши балет, цей улюблений вид придворних звеселянь (у якому сам король і його наближені особи виступали як виконавці), з комедією, що дав сюжетне мотивування окремим танцювальним «виходам» і що обрамував їх комічними сценами. Перша комедія-балет Мольєра — «Нестерпні» (фр. Les fâcheux, 1661 рік). Вона позбавлена інтриги і являє собою ряд розрізнених сценок, нанизаних на примітивний сюжетний стрижень. Мольєр знайшов тут для окреслення світських чепурунів, гравців, дуелістів, прожектерів і педантів стільки влучних сатирично-побутових штрихів, що при всій своїй безформності п'єса виявилась кроком вперед в сенсі підготовки тієї комедії характерів, створення якої було завданням Мольєра («Нестерпні» були поставлені до «Школи дружин»).
Успіх «Нестерпних» спонукав Мольєра до подальшої розробки жанру комедії-балету. В «Одруженні з примусу» (фр. Le mariage forcé, 1664) Мольєр підніс жанр на велику висоту, досягши органічного зв'язку комедійного (фарсового) і балетного елементів. У «Принцесі Елідській» (фр. La princesse d'elide, 1664) він пішов протилежним шляхом, вставивши блазенські балетні інтермедії в псевдоантичну лірично-пасторальну фабулу. Так народилися два типи комедії-балету, що розробляв Мольєр і надалі. Перший, фарсово-побутовий тип, представлений п'єсами «Любов-цілителька» (фр. L'amour médecin, 1665 рік), «Сицилієць, або Любов-живописець» (фр. Le Sicilien, ou L'amour peintre, 1666), «Пан де Пурсоньяк» (фр. Monsieur de Pourceaugnac, 1669), «Міщанин-шляхтич» (1670), «Графиня д'Ескарбаньяс» (фр. La comtesse d'escarbagnas, 1671), «Уявний хворий» (1673). При всій величезній дистанції, що відокремив такий примітивний фарс, як «Сицилієць», що слугував тільки рамкою для «мавританського» балету, від таких розгорнених соціально-побутових комедій, як «Міщанин-шляхтич» і «Уявний хворий». Тут відбувся все ж таки розвиток одного типу комедії — балету, що виріс із старовинного фарсу і лежав на магістралі творчості Мольєра від інших його комедій. Ці п'єси відрізняються тільки наявністю балетних номерів, які зовсім не знижують ідеї п'єси: Мольєр не зробив тут майже ніяких поступок придворним смакам. Інакше відбулась дія в комедіях-балетах другого, галантно-пасторального типу, до яких відносять: «Мелісерту» (фр. Mélicerte, 1666), «Комічна пастораль» (фр. Pastorale comique, 1666), «Блискучі коханці» (фр. Les amants magnifiques, 1670), «Психея» (фр. Psyché, 1671) — написана в співпраці з Корнелем). Оскільки Мольєр пішов у них на деякий компроміс з феодально-аристократичними смаками, то п'єси ці мали більш штучний характер, ніж комедії-балети першого типу.
Якщо в своїх ранніх комедіях Мольєр проводив лінію соціальної сатири порівняно обережно і торкався переважно другорядних об'єктів, то в своїх зрілих творах він почав критикувати панівні класи феодально-аристократичного суспільства — дворянство й духовенство, створивши образи лицемірів і розпусників в рясах або у припудрених перуках.

### «Тартюф»
Викриттю їх присвячений «Тартюф» (1664–1669 роки). Направлена проти духовенства, ворога театру та всієї світської культури, ця комедія містила в першій редакції всього 3 акти і зображала лицеміра-попа. У такому вигляді її було поставлено у Версалі на святкуванні «Звеселяння чарівного острова» 12 травня 1664 року під назвою «Тартюф, або Лицемір» і викликала значне обурення з боку «Товариства святих дарів» (фр. Société du Saint Sacrement) — таємної релігійно-політичної організації аристократів, заможних чиновників і духовних осіб, що запроваджувала ідею ортодоксального католицизму. В образі Тартюфа «Товариство святих дарів» угледіло сатиру на своїх членів і добилося заборони «Тартюфа». Мольєр мужньо відстоював свою п'єсу в «Проханні» (фр. Placet) до короля, де прямо написав, що «оригінали добилися заборони копії». Але це прохання не привело ані до чого. Тоді Мольєр ослабив різкі місця, перейменував Тартюфа в Панюльфа і зняв з нього рясу. У новому вигляді п'ятиактну комедію під назвою «Ошуканець» (фр. L'imposteur) дозволили, але після першого ж спектаклю 5 серпня 1667 року її зняли зі сцени. Тільки через півтора року «Тартюфа» нарешті поставили у 3-ій остаточній редакції.
Хоча Тартюф і не є в ній духовною особою, проте остання редакція навряд чи м'якша від перших. Розширивши контури образу Тартюфа, зробивши його не тільки ханжею, лицеміром і розпусником, але також зрадником, донощиком і наклепником, показавши його зв'язки з судом, поліцією і придворними сферами, Мольєр значно підсилив сатиричну гостроту комедії, перетворивши її на обурливий памфлет на сучасну Францію, якою фактично заправляє реакційна купка святенників, в чиїх руках знаходився добробут, честь і навіть життя скромних буржуа. Єдиним просвітом в цьому царстві свавілля і насильства був для Мольєра мудрий монарх, який і розрубив затягнутий вузол інтриги і забезпечив, як «deus ex machina», щасливу розв'язку комедії, коли глядач вже перестав вірити в її можливість. Але саме через свою випадковість розв'язка ця здалася суто штучною і нічого не змінила в сутності комедії, в її основній ідеї.

### «Дон Жуан»
Якщо в «Тартюфі» Мольєр нападав на релігію і церкву, то в «Дон Жуані, або Кам'яному гості» (1665) він направив вістря своєї сатири в саме серце феодального дворянства. Поклавши в основу п'єси іспанську легенду про чарівного спокусника жінок, дона Жуана, що зневажає закони «божеські» та людські, Мольєр додав цьому бродячому сюжету, що облетів майже всі сцени Європи, оригінальної сатиричної розробки.
Образ цього відомого персонажа Мольєр наділив побутовими рисами французького аристократа XVII ст. — титулованого розпусника, насильника і «лібертена», безпринципного, лицемірного, зухвалого та цинічного, демонструючи глибоке розкладання панівного класу в епоху абсолютизму. Він зробив дона Жуана людиною, що заперечує існування усіх засад, на яких ґрунтується впорядковане добропорядне суспільство. Дон Жуан позбавлений синівських почуттів, він мріяв про смерть батька, він знущався з міщанської чесноти, спокушав і одурював жінок, бив селянина, що заступився за наречену, тиранив слугу, не сплачував боргів і випроваджував кредиторів, богохулив, брехав і лицемірив відчайдушно, змагаючись з Тартюфом і перевершуючи його своїм відвертим цинізмом (його бесіда з Сганарелем — дія V, сцена II).
Така суть образу дона Жуана, що виражав ненависть Мольєра до знатних нероб, які продовжували безкарно панувати в безправному французькому товаристві XVII століття. Своє обурення на адресу паразитичного дворянства, втілене в образі дона Жуана, Мольєр вклав до вуст його батька, старого дворянина дона Луїса, і слуги Сганареля, які кожен по-своєму викривали недоліки дона Жуана, вимовляючи фрази, вміщуючи таки тиради — «Походження без доблесті нічого не коштує», «Я швидше надам пошану синові носильника, якщо він чесна людина, ніж синові вінценосця, якщо він так само розбещений, як ви».
Але образ дона Жуана витканий не лише з негативних рис. При всій своїй негативності дон Жуан надзвичайно чарівний: він блискучий, дотепний, хоробрий, і Мольєр, викриваючи дона Жуана як носія вад ворожого йому класу, одночасно милувався ним, віддаючи належне його лицарській звабливості.

### «Мізантроп»
Якщо Мольєр вніс до «Тартюфа» і «Дон Жуана» ряд трагічних рис, що проступають крізь тканину комедійної дії, то в «Мізантропі» (1666) ці риси настільки посилилися, що майже зовсім витіснили комічний елемент. Типовий зразок «високої» комедії з поглибленим психологічним аналізом відчуттів і переживань героїв, з переважанням діалогу над зовнішньою дією, з повною відсутністю фарсового елементу, зі схвильованим, патетичним і саркастичним тоном монологів головного героя, «Мізантроп» стояв окремо в творчості Мольєра. Комедія відзначила той момент в літературній діяльності Мольєра, коли зацькований ворогами і задихаючись в задушливій атмосфері версальського двору, поет не витримав, відкинув комічну маску і заговорив віршем, «облитим гіркотою і злістю». Дослідники творчості Мольєра підкреслюють автобіографічний характер «Мізантропа», віддзеркалення в ньому сімейної драми драматурга. Хоча наявність автобіографічних рис в образі Альцеста поза сумнівом, проте звести до них всю п'єсу — означає змазувати її глибокий соціальний сенс.
Поза сумнівом, в обурених репліках Альцеста виявилося власне відношення Мольєра до тогочасних громадських порядків. Але Альцест — не тільки образ благородного викривача суспільних вад, що шукає «правди» і що не знаходить її: він теж відрізняється деякою подвійністю. З одного боку, це — позитивний герой, благородне обурення якого викликало до нього співчуття глядача; з іншого боку, він не позбавлений і негативних рис, що зробило його комічним. Він дуже гарячковий, нестриманий, нетактовний, позбавлений відчуття міри і почуття гумору. Свої викривальні промови він звертає до нікчемних людиськ, нездатних зрозуміти його. Своєю поведінкою він на кожному кроці ставить себе в смішне положення перед тими людьми, яких сам же зневажає.
Жан-Жак Руссо докоряв Мольєру за те, що єдину чесну людину в своєму театрі він віддав на посміх негідникам. За доби Французької революції) Фабр д'Еглантін інтерпретував Альцеста як «патріота», санкюлота, друга народу.

### Пізні п'єси

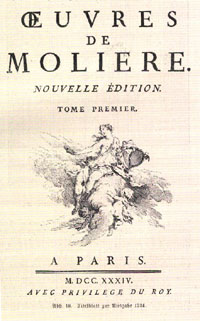

Занадто глибока і серйозна комедія, «Мізантроп», була зустрінута холодно глядачами, які шукали в театрі понад усе розваги. Щоб врятувати п'єсу, Мольєр приєднав до неї блискучий фарс «Лікар з примусу» (фр. Le médécin malgré lui, 1666 рік). Ця п'єска, що мала величезний успіх і що досі збереглася в репертуарі, розвивала улюблену тему Мольєра про лікарів-шарлатанів і неуків. Цікаво, що якраз у найзріліший період своєї творчості, коли Мольєр піднявся на висоту соціально-психологічної комедії, він все частіше повертається до фарсу, що іскриться веселістю, позбавленою серйозних сатиричних завдань. Саме у ці роки Мольєром написані такі шедеври розважальної комедії-інтриги, як «Пан де Пурсоньяк» і «Скапен-Штукар» (1671). Мольєр повернувся тут до первинного джерела свого натхнення — до старовинного фарсу.
У літературознавчих колах віддавна панує дещо зневажливе ставлення до цих грубуватих, але зі справжнім «внутрішнім» комізмом п'єсок. Це упередження походить від самого законодавця класицизму Буало, що засуджував Мольєра за блюзнірство і потурання грубим смакам натовпу. Проте саме в цьому нижчому, неканонізованому і знехтуваному класичною поетикою жанрі, Мольєр більше, ніж в своїх «високих» комедіях, висміював дорогі для феодала аристократичні цінності. Цьому сприяла «плебейська» форма фарсу, що служила зброєю у боротьбі з привілейованими класами феодальної доби. Саме у фарсах Мольєр розробив тип розумного і спритного, одягнутого в лакейську ліврею як правило освіченого та кмітливого персонажа. Скапен і Сбрігані є в цьому сенсі прямими попередниками слуг Лесажа, Маріво, тощо до знаменитого персонажа Фігаро П'єра Бомарше включно.
Зі своєї критики суспільних вад і недоліків Мольєр не робить політичних висновків. Він думає усунути їх шляхом чисто моральної дії і викриття. При тому, якщо раніше це викриття було спрямоване головним чином проти вищих класів, то в останні 5 років його життя основна тема комедій — висміювання буржуа, що прагнули наслідувати аристократію і поріднитися з нею. Цю тему він розвинув у «Жоржі Дандені» (фр. George Dandin, 1668) і в «Міщанині-шляхтичі». У першій комедії, яка розвиває у формі фарсу популярний «бродячий» сюжет, Мольєр висміює багатого «вискочку» (фр. parvenu) із селян, що з дурної пихи одружився з донькою розореного барона, яка відкрито зраджує його з маркізом, виставляє дурнем і наприкінці примушує його ж просити у неї вибачення.
Ще гостріше розкрита та ж тема в «Міщанині-шляхтичі», одній з найблискучіших комедій-балетів Мольєра, де він досягає віртуозної легкості в побудові діалогу, що наближається за своїм ритмом до балетного танцю (квартет закоханих — дія III, сцена X). У ній він не шкодує фарб для висміювання багатого Журдена, який лізе щосили в дворянство, навчається хорошим манерам, відвертається від своєї плебейської дружини і приятелює із збіднілими аристократами, які тільки оббирають його. Але, якщо над Журденом Мольєр знущається за його дурість, нагадуючи йому стару міщанську мудрість «Знай, цвіркуне свій припічок», то з іще більшою зневагою він зображає знатного шахрая і паразита Дюранта, який перебуває на утриманні Журдена. Дюрант позбавлений привабливості дона Жуана й тому вдвічі огидніший. Цим негативним персонажам протиставлені позитивні — пані Журден і Клеонт, чесні, правдиві й свідомі, що не цураються свого походження.
В жодній іншій комедії Мольєр не дав такого яскравого зображення тяги до дворянства. Мольєр висміює також специфічні вади, серед яких перше місце належить скупості. У широковідомій комедії «Скупий» (1668), написаної під впливом «Кубушки» (лат. Aulularia) Плавта, Мольєр майстерно змальовує огидний образ скнари Гарпагона (ім'я його стало у Франції символічним), у якого пристрасть до накопичення, специфічна для класу грошових людей, прийняла патологічний характер і заглушила всі людські почуття. Демонструючи шкоду лихварства для моральності, показуючи розкладаючу дію скупердяйства на родину, Мольєр водночас розглядає скупість як моральну ваду, не розкриваючи соціальних причин, що породжують її. Ця комедія є найбільш чистим і типовим (разом із «Мізантропом») зразком класичної комедії характерів.
Проблему сім'ї і шлюбу Мольєр ставить також в своїй передостанній комедії «Вчені жінки» (фр. Les femmes savantes, 1672), в якій він повертається до теми «Манірниць», але розкриває її набагато ширше і глибше. Об'єктом його сатири є тут жінки-педантки, що захоплюються науками й нехтують сімейними обов'язками. Знущаючись в особі Арманди з дівчини, яка звисока ставиться до шлюбу й воліє «узяти в чоловіки філософію», Мольєр протиставляє їй Генрієту, здорову і нормальну дівчину, що цурається матеріальних благ, зате володіє ясним і практичним розумом, домовита і господарська. Такий ідеал жінки для Мольєра, що наближається тут знову до патріархально-міщанської точки зору. До ідеї жіночого рівноправ'я Мольєру в цілому було далеко.
Питання про розпад міщанської сім'ї поставлене також і в останній комедії Мольєра «Уявний хворий» (фр. Le malade imaginaire, 1673). Цього разу причина розпаду сім'ї — манія розділу будинку Аргана, що уявляє себе хворим та є іграшкою в руках недобросовісних і неосвічених лікарів. Презирство Мольєра до лікарів, що проходить крізь всю його драматургію, цілком виправдане історично, якщо пригадати, що медична наука ґрунтувалася в його час не на досвіді й спостереженні, а на схоластичних припущеннях. Мольєр нападав на шарлатанів-лікарів так само, як він нападав на інших педантів, псевдовчених і софістів.
Хоча і написана смертельно хворим на туберкульоз Мольєром, комедія «Уявний хворий» — одна з найвеселіших і найжиттєрадісніших його комедій. Під час 4-ї її вистави 17 лютого 1673 року Мольєрові, що грав роль Аргана, стало погано на сцені, у нього відкрилось кровохаркання й він не дограв спектаклю. Мольєра перенесли додому і через декілька годин він помер. Паризький архієпископ заборонив ховати закоренілого грішника (актори на смертній постелі повинні були покаятися) і скасував заборону тільки за вказівкою короля. Найвеличнішого драматурга Франції поховали вночі, без обрядів, за огорожею кладовища, де ховали самовбивць. За труною його йшли декілька тисяч чоловік «простого народу», що зібралися віддати останні почесті улюбленому драматургу й актору. Представників вищого світу на похоронах не було. Класова ворожнеча переслідувала Мольєра після смерті, як і за життя, коли ганебне ремесло актора перешкодило Мольєру бути вибраним в члени Французької академії. Зате ім'я його увійшло до історії театру як ім'я родоначальника французького сценічного реалізму. Академічний театр Франції Комеді Франсез досі неофіційно називає себе «Будинком Мольєра».

## Останні дні життя та смерть
Написана смертельно хворим Мольєром комедія «Уявний хворий» — одна з найвеселіших і життєрадісних його комедій. На її 4-му поданні (17 лютого 1673) Мольєр, що грав роль Аргана, відчув себе погано, але все одно дограв спектакль. Його перенесли додому і через кілька годин він помер. Паризький архієпископ заборонив ховати грішника (актори на смертному одрі повинні були приносити покаяння) і скасував заборону тільки за вказівкою короля. Найбільшого драматурга Франції поховали вночі, без обрядів, за огорожею цвинтаря, де ховали самовбивць та нехрещених дітей.

## Характеристика
Мольєр був митцем доби первинного накопичення капіталу за умов пізнього феодалізму. Мольєр був матеріялістом. Він визнавав об'єктивне існування незалежної від людської свідомості матеріальної дійсності, природи (la nature), що визначає і формує свідомість людини, є для неї єдиним джерелом істини і блага. Всією силою свого комічного генія Мольєр нападає на тих, хто мислить інакше, хто намагається примушувати природу, нав'язуючи їй свої суб'єктивні домисли. Всі виведені Мольєром образи педантів, учених, лікарів, манірниць, маркізів, святенників, смішні перш за все своїм суб'єктивізмом, своєю претензією нав'язувати природі власні уявлення, попри її об'єктивні закони.
Матеріалістичний світогляд Мольєра робить його митцем, що кладе в основу свого творчого методу досвід, спостереження, вивчення людей і життя. У своїх комедіях він зобразив майже всі сторони французького життя XVII століття.
Серед іншого у своїй творчості він також робив реверанси аристократичним феодальним смакам (комедії-балети), дворянській культурі (образ дона Жуана). Звідси ж засвоєння Мольєром канонічного для дворянського театру сміхотворного зображення людей низького звання (слуги, селяни) і взагалі часткове підпорядкування його канону класицизму. Більшість позитивних героїв-резонерів його комедій (включно з Альцестом) належать до соціальної категорії «Gens de bien», тобто освічених світських людей.
Для літературного методу Мольєра характерні:
- різке розмежування позитивних і негативних персонажів, зіставлення чесноті і гріха;
- схематизація образів, успадкована Мольєром від commedia dell'arte, схильність оперувати масками замість живих людей;
- механічне розгортання дії як зіткнення зовнішніх одна щодо іншої і внутрішньо майже нерухомих сил.

П'єсам Мольєра властива велика динамічність комедійної дії; але динаміка ця — зовнішня, вона інакша від характерів, що переважно статичні за своїм психологічним змістом.
Якщо в найкращих своїх комедіях («Тартюф», «Мізантроп», «Дон Жуан») Мольєр намагається подолати односкладовість своїх образів, механістичність свого методу, то переважно його образи й уся конструкція його комедій все ж таки носять на собі сильний відбиток механістичного матеріалізму, характерного для світогляду французьких освічених світських людей XVII ст. та мистецького стилю класицизму.
Мольєр був творцем і найкращим представником класичної комедії характерів, і в цілій низці його «високих» комедій мистецька практика Мольєра цілком узгоджується з класичною доктриною. Але водночас інші п'єси Мольєра (головним чином, фарси) різко протирічать цій доктрині. Це означає, що і за своїм світоглядом Мольєр розходиться з основними представниками класичної школи.
Попри незалежність думок Мольєра, що виявляється в п'єсі «Амфітріон» (фр. Amphitryon, 1668 рік), помилково було б бачити в ній сатиру на самого короля і його двір.

## Значення творчості
Мольєр зробив величезний вплив на весь подальший розвиток комедії як у Франції, так і за її межами. Під знаком Мольєра розвивалася вся французька комедія XVIII століття, відобразила всю складність переплетіння класової боротьби того часу. На Мольєра спиралася у XVIII ст. як розважальна комедія Реньяра, так і сатирично загострена комедія Лесажа, що розробив у своєму «Тюркарі» тип відкупника-фінансиста, побіжно намічений Мольєром в «Графині д'Ескарбаньяс». Вплив «високої» комедій Мольєра зазнала й світська побутова комедія Пірона й Гресса й морально-сентиментальна комедія Детуша й Нівель де Лашоссе. Навіть випливачий звідси новий жанр міщанської драми, цієї антитези класичної драматургії, підготовлений комедіями моралі Мольєра, настільки серйозно розробляли проблеми родини, шлюбу, виховання дітей — ці основні теми міщанської драми. Хоча деякі революційні ідеологи XVIII століття у процесі переоцінки дворянської монархічної культури різко відмежовувались від Мольєра як придворного драматурга, проте зі школи Мольєра вийшов знаменитий творець «Одруження Фігаро» Бомарше, єдиний гідний наступник Мольєра у галузі соціально-сатиричної комедії. Менш значний вплив Мольєра на комедію XIX століття, якій вже була чужа основна настанова Мольєра. Однак комедійну техніку Мольєра (особливо його фарсів) використовували майстри розважальної комедії-водевілю XIX століття від Пікара, Скріба і Лабіша до Мельяка, Галеві і Пальєрона тощо.
Не менш плідним був вплив Мольєра за межами Франції, причому в різних європейських країнах переклади п'єс Мольєра стали потужним стимулом до створення національної комедії. Так було перш за все в Англії в епоху Реставрації (Вільям Вічерлі, Вільям Конгрів), а потім у XVIII столітті Філдінг і Шерідан. Так було і в Німеччині, де ознайомлення з п'єсами Мольєра стимулювало оригінальну комедійну творчість. Ще значнішим був вплив комедії Мольєра в Італії, де під безпосереднім впливом Мольєра виховався творець італійської комедії Карло Ґольдоні. Аналогічний вплив здійснив Мольєр в Данії на Гольберга, творця данської сатиричної комедії, а в Іспанії — на Моратіна.

## Легенди про Мольєра
У 1662 році Мольєр повінчався з юною актрисою своєї трупи Армандою Бежар, молодшою сестрою Мадлен Бежар, іншої актриси його трупи. Однак, це відразу викликало цілий ряд пересудів і звинувачень у кровозмішенні, тому що існувало припущення, що Арманда була дочкою Мадлен і Мольєра та народилася в роки їх поневірянь по провінції. Щоб припинити подібні пересуди, король став хрещеним першої дитини Мольєра і Арманди.[джерело?]
У 1808 році в паризькому театрі «Одеон» було зіграно фарс Александра Дюваля «Шпалери» (фр. La Tapisserie), імовірно обробка мольєрівського фарсу «Казакін». Вважають, що Дюваль знищив мольєрівський оригінал або копію, щоб приховати явні сліди запозичення, а імена персонажів змінив, тільки їхні характери й поведінка підозріло нагадували мольєрівських героїв. Драматург Гійо де Се спробував реставрувати першоджерело і в 1911 році на сцені театру «Фолі-Драматік» представив цей фарс, повернувши йому оригінальну назву.[джерело?]
7 листопада 1919 року в журналі «Comœdia» була опублікована стаття П'єра Луї «Мольєр — Корнеля творіння». Порівнюючи п'єси «Амфітріон» Мольєра і «Agésilas» П'єра Корнеля, він робить висновок, що Мольєр лише підписував текст, складений Корнелем. Попри те, що сам П'єр Луїс був містифікатором, ідея, відома сьогодні, як «Справа Мольєра-Корнеля», набула великого розголосу, в тому числі в таких працях, як «Корнель під маскою Мольєра» Анрі Пулая (1957), «Мольєр, або Уявний автор» адвокатів Іполіта Вутера і Крістін ле Віль де Гойї (1990), «Справа Мольєра: великий літературний обман» Дені Буасьє (2004) тощо. [джерело?]

## П'єси
Перше видання зібрання творів Мольєра здійснили його друзі Шарль Варле Лагранж і Вино[джерело?] в 1682 році.
Перший том англійського перекладу всіх п'єс Мольєра, видано Вотсом Джоном у 1739 році.

### П'єси, що збереглися до наших днів
- Ревнощі Барбуль, фарс (1653 рік)
- Літаючий лікар, фарс (1653)
- «Зайдиголова, або Все не до ладу» (L'Etourdi, ou Les Contretemps, 1655)
- Любовна досада, комедія (1656)
- Кумедні манірниці, комедія (1659)
- Сганарель, або Уявний рогоносець, комедія (1660)
- Дон Гарсіа Наваррский, або Ревнивий принц, комедія (1661)
- Школа мужів, комедія (1661)
- Надокучливі, комедія (1661)
- Школа дружин, комедія (1662)
- Критика «Школи дружин», комедія (1663)
- Версальський експромт (1663)
- «Шлюб з примусу» (Le Mariage forcé, 1664)
- Принцеса Еліди, галантна комедія (1664)
- «Тартюф» (1664)
- «Дон Жуан, або Кам'яний гість» (1665)
- Любов-цілителька, комедія (1665)
- Мізантроп, комедія (1666)
- Лікар мимоволі, комедія (1666)
- Мелісерта, пасторальна комедія (1666, не закінчена)
- Комічна пастораль (1667)
- Сицилієць, або Любов-живописець, комедія (1667)
- Амфітріон, комедія (1668)
- Жорж Данден, або Обдурений чоловік, комедія (1668)
- «Скупий» (1668)
- Пан де Пурсоньяк, балет-комедія (1669)
- Блискучі коханці, комедія (1670)
- «Міщанин-шляхтич» (1670)
- Психея, балет-трагедія (1671, у співпраці з Філіпом Кіно і П'єром Корнелія)
- Витівки Скапена, фарс-комедія (1671)
- Графиня д'Ескарбанья, комедія (1671)
- Вчені жінки, комедія (1672)
- «Удаваний хворий» (1673)

### Незбережені п'єси
- Закоханий доктор, фарс (1653 рік)
- Три доктора-суперника, фарс (1653)
- Шкільний учитель, фарс (1653)
- Казакин, фарс (1653)
- Горжибюса в мішку, фарс (1653)
- Брехун, фарс (1653)
- Ревнощі Гро-Рене, фарс (1663)
- Гро-Рене школяр, фарс (1664)

### Інші твори
- Подяка Королю, поетичне посвячення (1663 рік)
- Слава собору Валь-де-Грас, поема (1669)

Різні вірші, зокрема
- Куплет з пісеньки д'Ассусі (1655)
- Вірші для балету пана Боша
- Сонет пану ла Мотт ла Вайе на смерть його сина (1664)
- Братство невільництва в ім'я милосердною Богоматері, чотиривірші, поміщені під алегоричній гравюрою в Соборі Матері Божої Милосердною (1665)
- Королю на перемогу у Франш-Конте, поетичне посвячення (1668)
- Буриме на замовлення (1682)

5 комедій Мольєра переклав українською мовою Володимир Самійленко (серед них особливо вирізняється переклад «Тартюфа», 1901 рік).

## Екранізації творів
- 1925 рік — «Тартюф», реж. Фрідріх Вільгельм Мурнау, в ролях — Герман Піха, Роза Валетти, Андре Маттоні, Вернер Краус, Ліль Даговер, Люсі Хёфліх, Еміль Яннінгс
- 1941 — «Школа дружин», реж. Макс Офюльс, в головних ролях — Луї Жуве, Мадлен Озері, Моріс Кастель
- 1965 — «Дон Жуан», реж. Марсель Блюваль, в головних ролях — Мішель Пікколі, Клод Брассер, Анук Ферьяк, Мішель Лёруае
- 1973 — «Скупий», телеспектакль, реж. Рене Люко, в головних ролях — Мішель Омон, Франсіс Юстер, Ізабель Аджані
- 1973 — «Школа дружин», реж. Раймон Руло, в головних ролях — Ізабель Аджані, Бернар Бліє, Жерар Лартіго, Робер Рембо
- 1979 — «Скупий», реж. Жан Жиро і Луї де Фюнес, в головних ролях — Луї де Фюнес, Мішель Галабрю, Франк Давид, Анн Кодрі
- 1980 — «Уявний хворий», реж. Леонід Нечаєв, в головних ролях — Олег Єфремов, Наталя Гундарєва, Анатолій Ромашин, Тетяна Васильєва, Ролан Биков, Станіслав Садальський, Олександр Ширвіндт
- 1984 — «Мольєр». Велика Британія. 1984. Російські субтитри. Біографічний фільм за п'єсою М.Булгакова «Кабала святош».
- 1989 — «Тартюф», телеспектакль, реж. Анатолій Ефрос, в головних ролях — Станіслав Любшин, Олександр Калягін, Анастасія Вертинська
- 1990 — «Скупий», реж. Тоніно Черви, в головних ролях — Альберто Сордо і ін.
- 1992 — «Тартюф», реж. Ян Фрід, в головних ролях — Михайло Боярський, Ігор Дмитрієв, Ірина Муравйова, Анна Самохіна, Ігор Скляр, Владислав Стржельчик, Лариса Удовиченко
- 1997 — «Дон Жуан», реж. Жак Вебер, в головних ролях — Жак Вебер, Мішель Бужена, Еммануель Беар, Пенелопа Крус
- 2006 — «Скупий», реж. Крістіан де Шалон, в головних ролях — Мішель Серро, Сиріл Тувнен, Луїза Моно, Жаки Беруаер
- 2007 — «Мольєр», реж. Лоран Тірар, в головних ролях — Ромен Дюріс, Фабріс Лукіні, Лаура Моранте

## Пам'ять
У місті Дніпро є вулиця Мольєра.

## Переклади українською
- Французькі клясики XVII сторіччя. Буальо, Корнель, Мольєр, Расін. Пер. з французької Максима Рильського. — Харків: Література і мистецтво, 1931[3].
- Комедії: пер. з фр. / Ж. Мольєр; передмова: В. Пащенко. – Київ: Дніпро, 1981. – 501 с. – (Вершини світового письменства; Т.39). [Архівовано 4 квітня 2015 у Wayback Machine.]
- Мольєр. Комедії / Переклад з французької; передмова Нінель Орлик. — Харків: Фоліо, 2004. — 494 с. — (Бібліотека світової літератури). ISBN 966-03-2197-X;